# Río Manú Chico
Der Río Manú Chico (chico span. für „klein“) ist ein 46 km langer linker Nebenfluss des oberen Río Manú in Südost-Peru in der Region Madre de Dios. Der Flusslauf befindet sich im Westen des Distrikts Fitzcarrald der Provinz Manu.

## Flusslauf
Der Río Manú Chico entspringt in den vorandinen Höhenkämmen der peruanischen Ostkordillere auf einer Höhe von etwa 1450 m. Er fließt anfangs 13 km nach Norden und wendet sich anschließend in Richtung Ostsüdost. Auf den unteren 19 Kilometern durchschneidet er einen Höhenkamm in östlicher, später in ostnordöstlicher Richtung. Schließlich mündet er auf einer Höhe von etwa 430 m in den Oberlauf des Río Manú.

## Einzugsgebiet
Der Río Manú Chico entwässert ein Areal von etwa 164 km² am Rande der peruanischen Ostkordillere. Das Einzugsgebiet grenzt im Osten an das des oberstrom gelegenen Río Manú, im Süden an das des Río Timpía, im Westen an das des Río Camisea, im Nordwesten an das des Río Cashpajali sowie im Norden an den unterstrom gelegenen Río Manú.

## Ökologie
Das Einzugsgebiet des Río Manú Chico liegt im äußersten Westen des Nationalparks Manú. In dem Gebiet lebt der seltene Koepckekassike.